# Monte Zerbion
El Monte Zerbion és una muntanya de 2.722 metres dels Alps Penins, que es troba a la regió de la Vall d'Aosta (Itàlia).

## SOUISA
Segons la definició de la SOIUSA, el cim té la següent classificació:
- Gran part: Alps occidentals
- Gran sector: Alps del nord-oest
- Secció: Alps Penins
- Subsecció: Alps del Mont Rosa
- Supergrup: Contrafort valdostà del Mont Rosa
- Grup: Costa Tournalin-Zerbion
- Subgrup:
- Codi: I/B-9.III-B.4